# Gary Anderson (ciclista)
Gary Anderson, MBE, nascut el 18 de setembre de 1967 a Londres (Regne Unit), és un ciclista neozelandès, especialista en pista, encara que també ha competit en carretera.
Del seu palmarès destaquen una medalla de bronze als Jocs Olímpics de Barcelona. També ha guanyat diverses medalles als Jocs de la Commonwealth.

## Palmarès en pista
- 1986
  - Medalla de plata als Jocs de la Commonwealth en Persecució per equips
  - Medalla de bronze als Jocs de la Commonwealth en Persecució
  - Medalla de bronze als Jocs de la Commonwealth en Scratch
  - Medalla de bronze als Jocs de la Commonwealth en Velocitat
- 1990
  - Medalla d'or als Jocs de la Commonwealth en Persecució per equips
  - Medalla d'or als Jocs de la Commonwealth en Scratch
  - Medalla d'or als Jocs de la Commonwealth en Velocitat
  - Medalla de plata als Jocs de la Commonwealth en Persecució
- 1992
  -  Medalla de bronze als Jocs Olímpics del 1992 en Persecució

### Resultats a laCopa del Món
- 1997
  - 1r a Adelaida, en Persecució per equips
- 2000
  - 1r a Cali i Ipoh, en Persecució per equips

## Palmarès en ruta
- 1987
  - 1r al Tour de Gastown
- 1993
  - 1r al Tour de Somerville
  - Vencedor d'una etapa a la New Zealand Post Tour
- 1995
  - Vencedor de dues etapes al Tour de Southland
- 1998
  - Vencedor d'una etapa del Tour de Wellington